# Viola canescens
Viola canescens là một loài thực vật có hoa trong họ Hoa tím. Loài này được Wall. miêu tả khoa học đầu tiên năm 1824.